# Михольска Превлака
Михольска Превлака (серб. Михољска Превлака, черногорск. Miholjska prevlaka) — небольшой остров в юго-восточной части Тиватского залива Боки Которской. Также известен, как остров Святого Архангела Михаила (серб. Острво Свети Михаило, черногорск. Ostrvo Sveti Mihailo) и Остров Цветов (серб. Острво цвијећа, черногорск. Ostrvo cvijeća).

## Общие сведения
Остров расположен приблизительно в 4 км от города Тиват (Черногория) и 1,5 км от аэропорта Тиват. Вместе с островами Свети Марко (Страдиоти) и Госпа од Милости (Богородица Милосердная) образуют гряду, и именуются совместно, как Кртольский архипелаг или, как иногда определяется в русскоязычных источниках, Тиватский архипелаг. Остров соединен с полуостровом Брда асфальтированной дорогой, проходящей через неглубокий морской пролив, шириной около пяти метров. На острове расположены развалины мужского православного монастыря во имя архангела Михаила Черногорско-Приморской митрополии Сербской Православной Церкви (СПЦ), включая действующую церковь Святой Троицы, а также поселение монахов и церковных служащих; часть строений бывшего туристического курорта Югославской народной армии, в основном, заселенных беженцами Югославских войн; несколько самовольных построек. Также на острове находится небольшая коммерческая оборудованная стоянка для яхт (марина).
Размер острова составляет около 300 метров в длину и около 200 метров в ширину. На острове проживает не более 100 человек.
Превлака — один из значимых религиозных и политических центров романских, иллирийских и южнославянских поселений и государств, размещавшихся на территории современной Черногории. Территория острова с остатками монастыря святого Михаила, а также Церковь Святой Троицы, Решениями Регионального института по охране памятников культуры в Которе № 204/98 и № 205/98 от 14.12.1998 года, внесены в Реестр памятников культуры.

## История

### Предыстория и античный период
Археологические исследования Превлаки выявили ряд артефактов из различных эпох на всем пространстве острова. Случайная находка каменного топора свидетельствует о том, что земли, впоследствии занятые монастырем, были заселены ещё в неолите, а курганы Мала и Велика Груда известны своими захоронениями, относящимися к бронзовому веку.
У жителей из области Превлаки существовали торговые контакты с Грецией. Об этом свидетельствуют фрагменты греческих амфор и античной посуды (VI—V вв. до н. э.), найденные по краям поля, которое спускается к морю с северной и южной сторон острова.
Римляне оккупировали восточное побережье Адриатического моря в III—II веках до нашей эры. На захваченных территориях они основывали свои колонии, позднее ставшие городами — как, например, Рисан и Акрувиум в Боке Которской. Исходя из имеющихся исследований, было установлено существование зданий на западной стороне Михольской Превлаки, занимающих площадь около одного гектара. Эти здания были снабжены системой обогрева полов и стен, украшены мозаиками, фресками и каменными колоннами. Археологами точно не установлено назначение помещений, но были высказаны предположения о том, что это могла быть больница или термы. В исследовательском отчете 1997 года отмечалось, что монастырь был выстроен на руинах просторного римского здания с двумя слоями мозаичного настила. Были также идентифицированы слои времен императора Константина Великого и позднего античного времени
Перед церковью Святой Троицы можно увидеть римскую гранитную колонну. На южном берегу была обнаружена комната, украшенная геометрическим мозаичным орнаментом; позднее она была засыпана строительным мусором, на котором был устроен новый пол — тоже украшенный мозаикой, но уже с линейным орнаментом.
Большую часть остальных римских находок составляют фрагменты глиняной посуды III—VI в. в. нашей эры, амфоры итальянского или североафриканского происхождения, стеклянные сосуды, монеты, часть надгробного камня (ципус) и прочее.

### Наша эра
По преданию, на острове проповедовал Апостол Павел, и он, а также его ученик — апостол Тит, могли быть основателями первого храма на Превлаке. Легенда исходит из того, что апостол вел свою просветительскую деятельность в районе современного Кистанье (античный Бурнум), в монастыре Крка, в окрестностях Омиша, около Требине, и что он путешествовал по побережью нынешней Черногории. Прибрежный путь шёл от Лаусиона (Дубровник), мимо Эпидавра (Цавтат), через перевал Суторина, Нивице, мыс и бухту Рыбарица, затем через море на полуостров Луштица, далее — через Кртоли, откуда дорога по хребту холмов вела в долину Грбаль, и затем через Будву к Скадру. Другой путь был сухопутным и обходил Боку Которскую по горным хребтам.
Примерно в V—VI в.в., при храме возник монастырь Святого архангела Михаила. По мнению ряда исследователей, первый монастырь следует отнести к ранневизантийским культовым постройкам, а более позднюю версию монастыря (предположительно IX век) — к отдельному бенедиктинскому аббатству. Об этом свидетельствуют надгробная надпись на латыни, найденная во время археологических раскопок. Вероятнее всего, основными обитателями и клиром были представители монашеского Ордена бенедектинцев из Святилища Михаила Архангела в Монте-Гаргано.
Не позднее X в. на острове также появляются византийские и сербские монахи, распространявшие православное учение. Этим периодом датируются многочисленные сохранившиеся фрагменты декора перестроенного храма. По одной из версий, в 866 г. при нападении сарацинов монастырь был разрушен. Альтернативная версия основана на выводе, что монастырь был разрушен во время похода Самуила на Котор в начале XI века, когда также были похищены мощи Святого Трифона. В слое, содержащем следы пепла и разрушений начала XI века, были найдены монета Оттона III (983—1002), керамика, в частности фрагменты амфор, изготовленных в Южной Италии (Отранто), а также некоторые металлические предметы, датируемые X—XI веком.
Согласно «Летописи попа Дуклянина», на Превлаке (предположительно в ее южной части) в конце X века находились замок и двор короля Легеца.
Первое документальное достоверное сохранившееся упоминание Превлаки — в хартии 1124 года, выданной епископом Котора, согласно которой церковь Св. Михаила на Превлаке передаётся католической церкви Святого Трифона в Которе для возможного строительства новой храмовой постройки.
Еще одно предание гласит, что Михольска Превлака и соседний остров Свети Марко, ранее называвшийся островом Святого Гавриила, были соединены каменным мостом. Такое утверждение представляется правомерным, поскольку исследования дна залива между островами показывали наличие большого количества камней, характерных для традиционной каменной кладки, используемой при строительстве зданий и сооружений в этом регионе.
С получением в 1219 году Сербской православной церковью автокефалии, её первый архиепископ, Святой Сава Неманич, восстановил на Превлаке старый монастырь и провозгласил его резиденцией Зетской епархии (епископата). Тогда монастырь Святого Архангела Михаила стал важнейшей святыней в государстве династии Неманичей. Здесь, в 1262 году, при поддержке епископа Неофита был создан знаменитый рукописный сборник церковных правил «Иловичка крмчия» (Ilovička krmčija). Сейчас рукопись находится в библиотеке Хорватской академии наук и искусств в Загребе.
Во времена правления царя Душана Сильного, в 1346 году, Зетский епископат был возведен в митрополию. Одновременно с созданием первой Зетской епископии на Превлаке, возник Михольский сбор — особый вид гражданско-церковного института, характерный для местного самоуправления в регионе и определявший административные правила для подчиненных территорий, а также обеспечивающей самооборону Превлаки. У сбора были свои знамёна — Светосавский крест и Лабарум, изготовленные, по преданию, в соответствии с указаниями Святого Савы. Под этими знамёнами Михольский сбор проводил советы, встречал владык, выходил на сражения и парады. Во время существования Зетской митрополии Михольской Превлаке были административно подчинены следующие территории современной прибрежной Черногории: Луштица, Лешевичи, Брда, Страдиоти, Богдашичи, Кавач и Мрчевац, а также несколько монастырей и церквей за пределами острова. Вся эта область называлась «Метохия святого Михаила» (или «Светомихольска Метохия») и управлялась Михольским сбором. Михольский сбор продолжал свое существование вплоть до конца XIX века, обладал специальной печатью с изображением архангела Михаила, но после окончания венецианского правления его полномочия были существенно урезаны.
После распада Сербского царства Котор провозгласил независимость и признал власть Венгрии и Боснийского королевства, а с 1420 года стал венецианским городом. Владение монастырскими землями стало целью местной знати, начались захваты имений. Превлакский монастырь и зетские митрополиты стали главной преградой для венецианских завоевательных и экономических планов. Монастырь последовательно приходил в упадок, начиная с конца XIV века и вплоть до Флорентийской унии 1439 года. Художественно-исторические источники повествуют о массовом отравлении, произошедшем летом 1443 года (по другим данным — в 1452 году), в день престольного праздника монастыря. Которский торговец Марин Друшко, который по завещанию собственной матери, должен был купить два новых колокола для монастыря, но по разным причинам не сделавший этого, был вынужден просить венецианцев («латинян») о выделении ему этих колоколов, поскольку суд встал на сторону монастыря и обязал которянина исполнить завещание. Венецианцы пошли на встречу Друшко, но в обмен на ответную услугу. Пришедший на обед в монастырь Друшко, подсыпал яд — мышьяк — в котёл с рыбным супом и таким образом отравил более 70 православных монахов. Когда мученики один за другим начали падать от болей в животе, Марин выбежал и закричал: «Чума, чума!», что послужило сигналом для венецианского флота, сгруппированного около острова, начать обстрел монастыря. Сам преступник из Котора не пережил этого события. Чтобы монахи не заподозрили его, Марин Друшко сидел за столом с хозяевами и ел тот же суп, а с собой у него якобы было противоядие, но по каким-то причинам оно не сработало и он скончался, не успев покинуть остров.
Влияние духовенства Превлаки на деспота Георгия Бранковича и его позицию на Феррарском соборе, а также сопротивление монастыря проведению унии, стали главной причиной уничтожения обители. После подавления Грбальского крестьянского восстания 1449—1452 г. г., Превлака перешла во владение которской знати, а монастырь был окончательно разрушен.
В XVI—XVIII веках земли монастырского имения находились под венецианской оккупацией, иногда — под властью Османской империи. После ликвидации Венецианской республики в 1797 году Боку заняли французы, а с 1814 по 1918 — Австро-Венгерская Империя.
С отравлением монахов и разрушением монастыря, остров вместе со строениями был передан семье Друшко, которая владела им на протяжении прочти трех с половиной веков. Сведений о религиозном значении Превлаки в этот период не прослеживается. Земли острова и рядом с островом использовались для животноводства, выращивания олив, инжира, виноградников, а также для строительства загородных летних резиденций.
В конце XVIII — начале XIX века начинается постепенный раздел и продажа земель Превлаки. Так, например, 9 ноября 1801 года треть острова была продана Марином Друшко — потомком и полным тезкой «отравителя» и его сыном Иеронимом капитану Филипу Барбичу из Кртоле. 15 декабря 1827 года западная треть острова была продана последним потомком мужского пола рода Друшко графине Екатерине (Катарине) Властелинович (урожденной Сундечич, из Шибеника) — вдове графа Илии Властелиновича из Рисана. Екатерина также приходилась родной сестрой архимандриту монастыря Савина Спиридону.
Фактически переселившись на остров, и, приняв правила монашеского образа жизни без посвящения, вдовствующая графиня предприняла значительные усилия для воссоздания утраченного религиозного значения Михольской Превлаки. В 1832-33 г. г. с ее помощью была построена и открыта церковь Святой Троицы (ныне действующая). В освящении церкви участвовали священники Яков Попович и, коллега Вука Караджича — выдающегося сербского филолога и языковеда, Вук Попович Ришньянин.
В 1845 г. Екатерина Властелинович была тяжело ранена из огнестрельного оружия. Скончалась в 1847 г., предположительно от отравления свинцом. Похоронена на острове в непосредственной близости от церкви. Свои владения она завещала построенному при ее участии храму Святой Троицы и митрополиту Черногорскому Петру II Петровичу Негошу — правителю Черногории и фактическому главе черногорской церкви. Результатом завещания стали имущественные споры, в которые включилась и Сербская Православная Церковь, оспаривавшая правомерность завещания графини и настаивавшая на наследовании, в соответствии с завещанием графа Илии Властелиновича, а именно: имущество должно быть продано а вырученные средства распределены между церквями Св. Луки и Св. Николы в Которе, подконтрольными СПЦ, церковью в Рисане и бедными.
Несмотря на относительно успешное ведение дел в судах и многочисленные петиции австрийским властям, Негош так никогда и не вступил в наследство на Михольской Превлаке. После его смерти наследственное дело продолжилось, и 21 июля 1854 года было постановлено, что наследником недвижимости на Превлаке является князь Данило I Петрович, с условием, что он в течение двух лет должен продать всё завещанное имущество. Князь продал имущество только 10 января 1858 года — за 1.000 форинтов своему секретарю Милораду Медаковичу. Последний продал эту недвижимость втрое дороже. По договору от 26 августа 1866 года, он перепродал земли острова архимандриту Никифору Дучичу, сербу из Герцеговины — за 3.000 форинтов. Архимандрит также надеялся на прибыль и 11 марта 1882 года он перепродал имущество неким жителям Котора, а остальная часть, по разделу 1892 года, перешла во владение семейств Барбичей, Костичей, Йокичей и других.
В 1893 г. над западным фасадом церкви была построена звонница.
В церковных хрониках и документах Боки Которской XIX века — до окончания Второй мировой войны церковь Святой Троицы на Превлаке регулярно упоминается, как действующий православный храм.
В конце XIX — начале XX века изучением монастыря св. Михаила и территори острова занялся кртольский учитель, археолог и историк Младен Црногорчевич (1863—1902). Црногорчевич собрал, и зафиксировал внешний вид руин монастыря и других зданий на Превлаке и соседних островах. Им были описаны каменные надгробия и различные части каменных украшений римской эпохи и средневековья.
Спустя почти шестьдесят лет после раскопок Црногорчевича, в 1951 году команда Археологического института Сербской академии наук при поддержке Научного общества Цетине начала исследования Боки Которской. В 1956—1959 годах были проведены археологические раскопки и консервация остатков стен храма. Руководили исследованиями Йован Ковачевич и Войислав Корач.
После первых раскопок 1950-х гг. монастырская земля была национализирована, и полуостров был переименован в «Остров цветов». Параллельно с археологическими исследованиями здесь было решено развивать курортно-туристическую деятельность. Во время строительства туристических объектов были уничтожены многие артефакты, относящиеся к разным периодам развития острова.
В период с 1960-х до фактического распада Югославии в конце 1980-х годов на Михольской Превлаке работал туристический комплекс-курорт Югославской народной армии. С началом Югославских войн, курорт оказался заброшенным, и в уцелевших строениях и бунгало в начале 1990-х годов неорганизованно поселились беженцы сербского происхождения, вынужденно покинувшие свои дома в Хорватии и Боснии и Герцеговине. Часть беженцев и их потомков проживает на острове и в настоящее время.

## Современное состояние острова
Археологическая деятельность на острове возобновилась в 1994 году. Во время этих раскопок иеромонахом Иларионом Дюрица были обнаружены мощи Превлакских мучеников — отравленных в XV веке монахов. Вывод был сделан на основании повышенного содержания мышьяка в найденных останках, а также канонических принципах определения мощей святых и мучеников. С 1996 года команда Центра археологических исследований Черногории и Философского факультета Белградского университета при всесторонней поддержке Армии Югославии, Митрополии, православных жителей Боки, Министерства культуры Сербии и других благотворителей начала новые исследования, которые продолжаются до сих пор. Было обнаружено разрушенное юго-западное крыло монастыря с руинами нескольких построек.
В декабре 2002 года, в результате соглашения между объединенной армией союзного государства Сербии и Черногории и Сербской Православной Церковью, в ведение СПЦ была передана примерно половина острова.
В конце 2014 года Министерство устойчивого развития и туризма (MORT) выдало Черногорско-Приморской Митрополии (ЧПМ СПЦ) градостроительно-технические условия (ГТУ) для строительства монастырского комплекса на Превлаке у Тивата. Как сообщалось, выдача ГТУ была первым шагом к получению разрешения на строительство большого монастырского комплекса, который ЧПМ СПЦ планирует возвести на четверти всей территории Превлаки, в западной части острова. В конце июля 2018 года митрополит Черногорско-Приморский СПЦ Амфилохий освятил новопостроенную ризницу монастыря Святого Архангела Михаила на Превлаке у Тивата и заявил, что «до 2020 года монастырь будет полностью восстановлен».
В декабре 2018 года на острове на первой линии от моря, по инициативе Черногорско-Приморской митрополии Сербской Православной Церкви был построен объект — крестильня. Это спровоцировало негативную реакцию государственных органов Черногории, в связи с тем, что строительство не было согласовано в порядке, предусмотренном законодательством, а сам объект фактически являлся самовольной постройкой и подлежал сносу. В течение нескольких месяцев на острове организовывались гражданские пикеты с участием представителей населения Черногории, Сербии, Боснии и Герцеговины, с целью недопущения сноса крестильни. В результате объект не был демонтирован и функционирует.
В 2024 году Правительством Черногории был предложен проект-концепция развития территорий «Калардово — Остров цветов — Брдишта». Проект не предусматривает возможности полной реконструкции раннесредневекового монастыря на Превлаке…, но предусматривает восстановление и расширение сети автомобильных и автомобильно-пешеходных дорог, создание парковочных зон, строительство набережной-променада у моря, что обеспечит пешеходное сообщение с контактными зонами Тиватских солончаков, с одной стороны, и района Кукульина, с другой стороны, а также обустройство Острова Цветов, посредством формирования монастырского комплекса Михольска Превлака.

## Виллы Гргуровина и Данчуловина
Представляют исторический интерес остатки двух средневековых вилл, расположенные на полуострове Брда в непосредственной близости от Острова Цветов. Географически сооружения не расположены на самом острове, но входили в состав «Метохии святого Михаила» и рассматриваются некоторыми исследователями, как составная часть превлакского комплекса. Существует также неподтвержденная документально гипотеза, что обе виллы построены на месте бывших оборонительных сооружений зетского монастыря. В некоторых средствах массовой информации Черногории распространялась информация о том, что комплексы вилл, как и сам остров Михольска Превлака, находятся под охраной ЮНЕСКО, однако документального подтверждения таких утверждений не обнаружено.

### Вилла Гргуровина

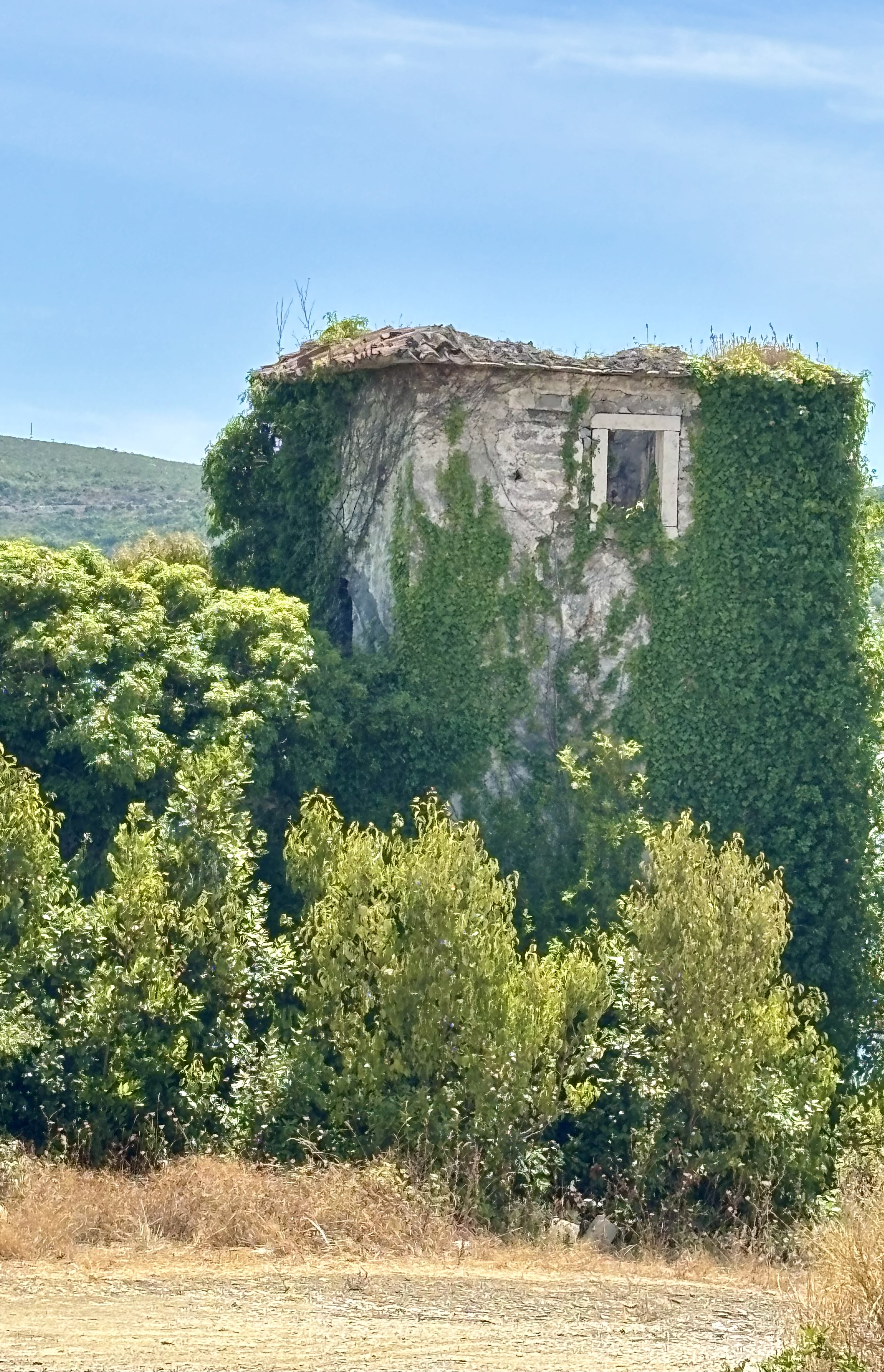
Вилла Гргуровина. Вид с полуострова Брда. 2025 год.

Вилла Гргуровина или Гргуревина (Grgurovina/Grgurevina) представляет из себя средневековую загородную летнюю укрепленную виллу. Младен Црногорчевич считал, что этот комплекс зданий был возведён на остатках церкви святого Спаса. Комплекс состоит из трехэтажной башни квадратного сечения и двухэтажного жилого дома. Позднее жилое здание было надстроено еще на один этаж. Из-за расположения строения некоторые исследователи делают вывод, что башня изначально была самостоятельным строением и могла быть частью более широкой системы обороны монастыря Св. Михаила, объединенной с соседней виллой Данчуловина. Согласно источникам, вилла находилась во владении «князей Ивановичей», позже семей Мариновичей и Маричевичей, а позднее — семей Ковачевичей и Ивошевичей.
В настоящее время вилла находится в разрушенном и заброшенном состоянии. Руины замусорены, признаков консервации и специальных мер для охраны памятника архитектуры не имеется.

### Вилла Данчуловина

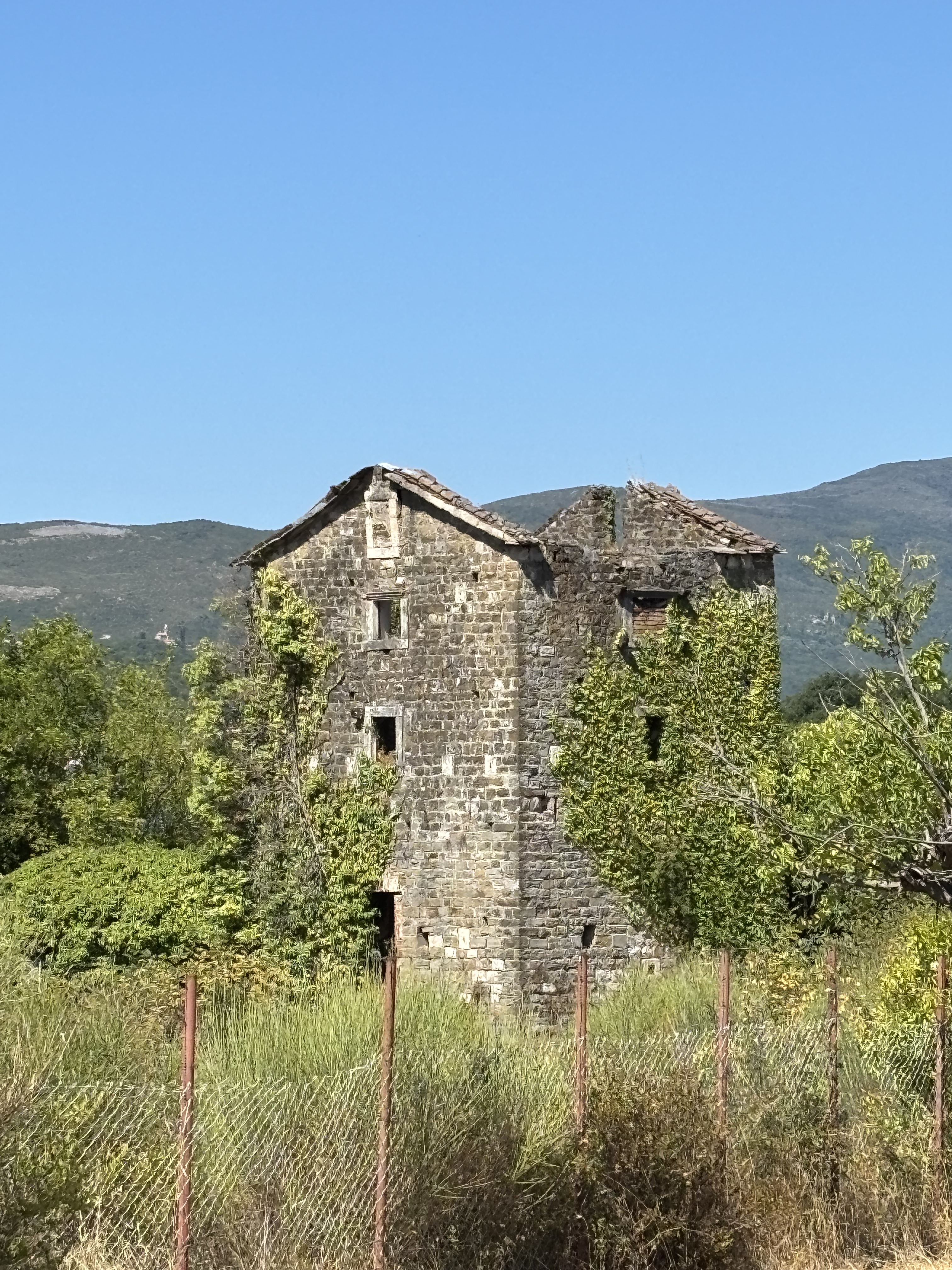
Вилла Данчуловина. Вид с полуострова Брда. 2025 год.

Гораздо больше задокументированных исторических сведений сохранилось о соседнем здании. Комплекс виллы Данчуловина (Dančulovina) находится на юго-востоке от полуострова Превлака и состоит из жилого дома, имеющего примыкающий к земле этаж (приземье), жилой этаж, чердак и трехэтажную башню. Дом и башня соединены цокольным этажом в единое пространство, над которым выстроена терраса, огороженная стеной с бойницами. Квадратный внутренний двор обнесен стеной. Во дворе находилась цистерна для воды. Башня является самой старой частью комплекса. Существует поверье, что в летнее время башня использовалась как резиденция сербского царя Душана. По свидетельствам, в ней до конца девятнадцатого века была фреска с его изображением.
Первым документом относящимся к вилле, является грамота от 21 августа 1595 года, в которой говорится, что Алекса Данчулов приобрёл земельный участок с виноградником в районе Брда. 13 сентября 1614 года, по просьбе жителя Котора Николы Ивоеа, судья Вицко Драго и муниципальные оценщики Вицко Пасквали и Бучо Буча выехали в район Брда на участок Иво Никового Данчуловича из того же села, чтобы произвести оценку двух каменных домов с садом и двух печей для выпечки хлеба. Они также пересчитали 14 оливковых деревьев — 6 взрослых и 8 молодых, а также 9 фиговых деревьев. С верхней стороны участок ограничивался муниципальной дорогой, с нижней — морским берегом. С одной стороны граница проходила по участку Вуле Янова из Кртоля, а с противоположной — частично с землями Вицка и Матии Пасквали, частично — с участком Стипе Маровича из Богдашичей. В 1690 году велся спор о земле Данчуловины (также упоминается как Danzulovina) между Божо (Надалем) Палтасичем, Йосипом Ивойом и Анте Данчуловичем через их адвокатов. Неизвестно, как был окончательно решён спор, но существующий дом должен был быть поделен на три отдельных жилища с тремя отдельными входами и каменными перегородками, чтобы каждая часть была изолирована. В 1712 году Перо Петкович из Богдашичей выкупил участок и виллу Данчуловина.
Известно о реставрации здания Данчуловины под началом епископа Марко Грегорина (1801—1815). С 1815 года вилла перешла во владение семьи Бескуча из Прчаня, а в конце XIX века — семьи Радоничич из Доброты.
Черногорчевич в своём труде о Михольском сборе утверждает, что в начале XIX века на Данчуловине, останавливался митрополит Пётр I Петрович Негош, когда вместе с черногорцами добирался в Конавле на помощь русскому адмиралу Д. Н. Сенявину.
Вилла находится в разрушенном и заброшенном состоянии, огорожена забором, признаков консервации и специальных мер для охраны памятника архитектуры не имеется

## Геологические особенности
Геология острова имеет флишевый характер. Он состоит из чередующихся слоёв компактных осадочных пород, среди которых наиболее часто встречаются мергельный песчаник и глинистые сланцы. Рельеф убывает к западу и северо-западу примерно под углом 15 градусов, что обусловило необходимость выравнивания большой массы земли к западу от притвора при создании позднеантичного кладбища. Кладбище охватывает всю территорию, включая средневековый храм (во всех его фазах), простираясь на восток — к церкви Святой Троицы, и на запад — к дороге и бунгало первой линии у моря. Насыпь указывает на островное происхождение, о чём свидетельствуют и другие геологические особенности. Над позднеантичным слоем сохранился тонкий слой ранневизантийского периода, который указывает на какое-то разрушение. Следующий слой сильно нарушен, его характеризует материал IX века, в основном фрагменты амфор и кухонной керамики.

## Транспорт
До Михольской Превлаки можно добраться рейсовым автобусом из города Тиват (кроме воскресенья, Linija: Ostrvo cvijeća — Tivat), наземным или водным такси, личным транспортом или пешком.